# Édouard Marty
Pour les articles homonymes, voir Marty.
Ne doit pas être confondu avec André-Édouard Marty.
Édouard Marty, né le 25 décembre 1851 au hameau de Lavergne dans la commune française de Tournemire (Cantal) et mort le 8 mai 1913 à Chaudes-Aigues (Cantal), est un peintre de genre et de paysages, illustrateur, dessinateur, portraitiste et aquarelliste français.

## Biographie
Édouard Marty est élève à l'École des beaux-arts de Toulouse, puis à Paris, avec Jean-Léon Gérôme.
Il dessine pour des journaux illustrés dont La Vie moderne, Le Grelot et devient illustrateur d'ouvrages notamment pour Alphonse Daudet pour lequel il illustre le roman « Les rois en exil ».
De santé fragile, il retourne en Auvergne où il fonde un atelier à Aurillac. Il passe la dernière année de sa vie, en 1912, à Chaudes-Aigues où il meurt le 8 mai 1913.

## Galerie

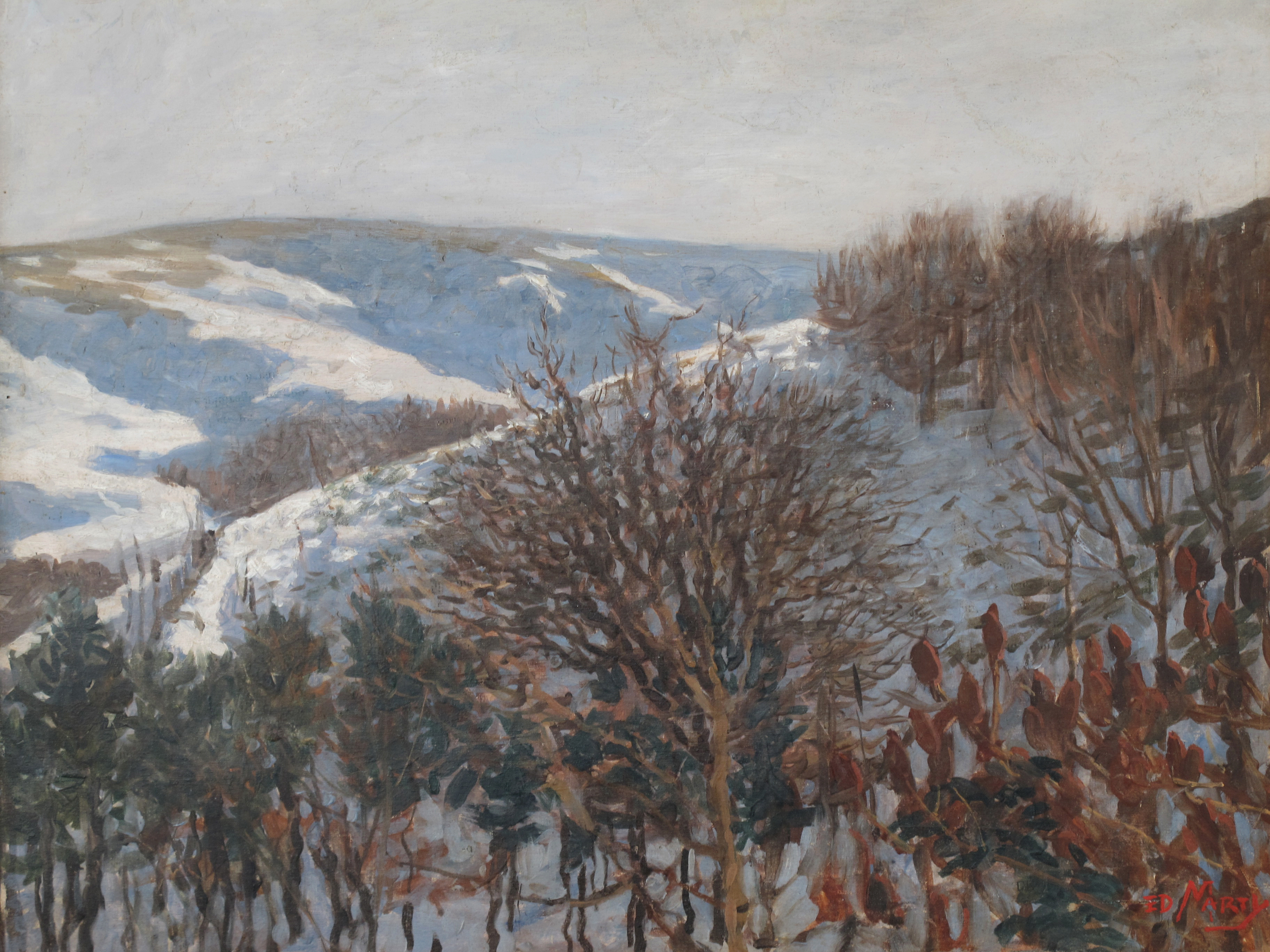
Vallée de la Doire en hiver, vue de Lavergne

## Œuvres

### Ouvrages
- (fr) Édouard Marty, De l'Appendicite, 1894
- (fr) Vermenouze, Arsène (1850-1910), A. Vermenouze. "Flour de brousso". Préface de Jean Ajalbert. Illustrations d'Édouard Marty, Aurillac : Impr. moderne, 1896
- (fr) Édouard Marty (1851-1913). Illustrateur, Recueil. Œuvre d'Édouard Marty
- (fr) Édouard Marty, professeur au lycée de Toulouse, Histoire universelle de l'art, Paris, Albin Michel. Paris, 1926

## Musée
Le musée d'art et d'archéologie d'Aurillac expose certaines de ses œuvres.

## Hommages
- Exposition rétrospective des œuvres d'Édouard Marty au musée Hippolyte de Parieu à Aurillac, du 1er août au 15 septembre 1960.
- Une rue Édouard Marty rend hommage au peintre auvergnat à Aurillac.